# Isachne arfakensis
Isachne arfakensis är en gräsart som beskrevs av Jisaburo Ohwi. Isachne arfakensis ingår i släktet Isachne och familjen gräs. Inga underarter finns listade i Catalogue of Life.